# Sporting Clube de Portugal 1953-1954
Questa voce raccoglie le informazioni riguardanti lo Sporting Clube de Portugal nelle competizioni ufficiali della stagione 1953-1954.

## Stagione
Nella stagione 1953-1954 lo Sporting Lisbona, allenato da Tavares da Silva nel precampionato e da József Szabó nel corso di tutta la stagione, ottenne la dobradinha vincendo il suo nono titolo di campione di Portogallo e conquistando per la quinta volta la coppa nazionale.
João Martins fu capocannoniere del campionato portoghese con 31 gol in 23 presenze. Tra i risultati di maggior spessore ci furono il 9-0 contro il Lusitano e il 7-0 contro l'Atlético CP.

## Maglie e sponsor
|  | Casa |

## Rosa
| N. |                       | Ruolo | Calciatore       |
| -- | --------------------- | ----- | ---------------- |
| -  | Portogallo (bandiera) | P     | Orlando Ramin    |
| -  | Portogallo (bandiera) | P     | Carlos Gomes     |
| -  | Portogallo (bandiera) | P     | Zé Rita          |
| -  | Portogallo (bandiera) | D     | João Faustino    |
| -  | Portogallo (bandiera) | D     | Manuel Passos    |
| -  | Portogallo (bandiera) | D     | Joaquim Pacheco  |
| -  | Portogallo (bandiera) | D     | João Galaz       |
| -  | Portogallo (bandiera) | D     | Manuel Caldeira  |
| -  | Portogallo (bandiera) | D     | Bento Couceiro   |
| -  | Portogallo (bandiera) | D     | António Lourenço |
| -  | Portogallo (bandiera) | C     | Vicente Camilo   |
| -  | Portogallo (bandiera) | C     | Mário Gonçalves  |
| -  | Ungheria (bandiera)   | C     | János Hrotkó     |

| N. |                       | Ruolo | Calciatore        |
| -- | --------------------- | ----- | ----------------- |
| -  | Portogallo (bandiera) | C     | Juca              |
| -  | Portogallo (bandiera) | C     | Manuel Oliveira   |
| -  | Portogallo (bandiera) | C     | Ulisses Oliveira  |
| -  | Portogallo (bandiera) | C     | Armando Barros    |
| -  | Portogallo (bandiera) | A     | Fernando Mendonça |
| -  | Portogallo (bandiera) | A     | Galileu Moura     |
| -  | Portogallo (bandiera) | A     | Serra Coelho      |
| -  | Portogallo (bandiera) | A     | Hugo Sarmento     |
| -  | Portogallo (bandiera) | A     | João Martins      |
| -  | Portogallo (bandiera) | A     | Manuel Vasques    |
| -  | Portogallo (bandiera) | A     | José Travassos    |
| -  | Romania (bandiera)    | A     | Josef Fabian      |
| -  | Portogallo (bandiera) | A     | Albano Pereira    |

## Risultati

### Taça de Portugal
| Arbitro: | Garcia |

|                                               |           |                                  |
| Galileu 37’ Travassos 82’ (rig.) Mendonça 88’ | Marcatori | 34’ Arsénio 77’ (rig.) F. Calado |

| Arbitro: | da Costa |

|                         |           |                     |
| Martins 36’ Arsénio 71’ | Marcatori | 2’ (aut.) F. Calado |

| Arbitro: | Pinto |

|                                                            |           |                 |
| Travassos 12’ (rig.) Vasques 74’ Albano 76’ J. Martins 87’ | Marcatori | 1’, 30’ Arsénio |

| Arbitro: | Pinto |

|                |           |             |
| J. Martins 76’ | Marcatori | 6’ Perdigão |

| Porto 13 giugno 1954 Quarti di finale – Ritorno                                                 | Porto     | 2 – 4 referto                       | Sporting Lisbona | Stadio das Antas |
| \| \| \| \| \| José Maria 4’, 63’ (rig.) \| Marcatori \| 43’, 55’ Albano 57’, 87’ J. Martins \| |           |                                     |                  |                  |
|                                                                                                 |           |                                     |                  |                  |
| José Maria 4’, 63’ (rig.)                                                                       | Marcatori | 43’, 55’ Albano 57’, 87’ J. Martins |                  |                  |

| Lisbona 17 giugno 1954 Semifinale – Andata                            | Sporting Lisbona | 2 – 4 referto   | Belenenses | Estádio do Lumiar |
| \| \| \| \| \| J. Martins 52’, 53’ \| Marcatori \| 25’ Matateu ? ? \| |                  |                 |            |                   |
|                                                                       |                  |                 |            |                   |
| J. Martins 52’, 53’                                                   | Marcatori        | 25’ Matateu ? ? |            |                   |

| Lisbona 20 giugno 1954 Semifinale – Ritorno                                                     | Belenenses | 0 – 6 referto                                                 | Sporting Lisbona | Campo das Salésias |
| \| \| \| \| \| \| Marcatori \| 2’, 44’ Travassos 8’ J. Martins 24’, 53’ Mendonça 46’ Vasques \| |            |                                                               |                  |                    |
|                                                                                                 |            |                                                               |                  |                    |
|                                                                                                 | Marcatori  | 2’, 44’ Travassos 8’ J. Martins 24’, 53’ Mendonça 46’ Vasques |                  |                    |

| Arbitro: | Barros |

|                                  |           |                    |
| J. Martins 15’ Mendonça 18’, 54’ | Marcatori | 24’, 40’ J. Soares |

## Statistiche

### Statistiche di squadra
| Competizione     | Punti | Totale | Totale | Totale | Totale | Totale | Totale | DR  |
| Competizione     | Punti | G      | V      | N      | P      | Gf     | Gs     | DR  |
| ---------------- | ----- | ------ | ------ | ------ | ------ | ------ | ------ | --- |
| Primeira Divisão | 43    | 26     | 20     | 3      | 3      | 80     | 25     | +55 |
| Taça de Portugal | -     | 8      | 5      | 1      | 2      | 24     | 15     | +9  |
| Totale           | 43    | 34     | 25     | 4      | 5      | 104    | 40     | +64 |